# Ophrys vamvakiae
Ophrys vamvakiae är en orkidéart som beskrevs av Kohlmüller. Ophrys vamvakiae ingår i ofryssläktet, och familjen orkidéer.
Artens utbredningsområde är Kriti. Inga underarter finns listade i Catalogue of Life.